# Oviducte

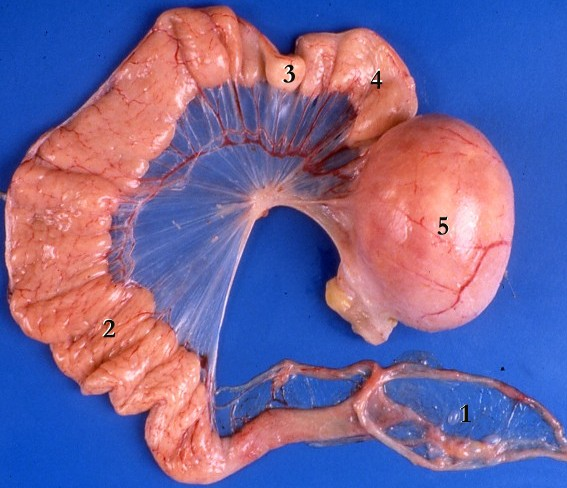
Oviducte d'un pollastre
1 Infundíbul, 2 Magnum, 3 Istme, 4 Úter, 5 Vagina amb ou
- Infundibulum (lloc de la fecundació)
- Magnum (formació de clara d'ou)
- Istme (formació de la membrana de la closca)
- Úter (formació de la closca d'ou)
- Vagina (formació de cutícula)

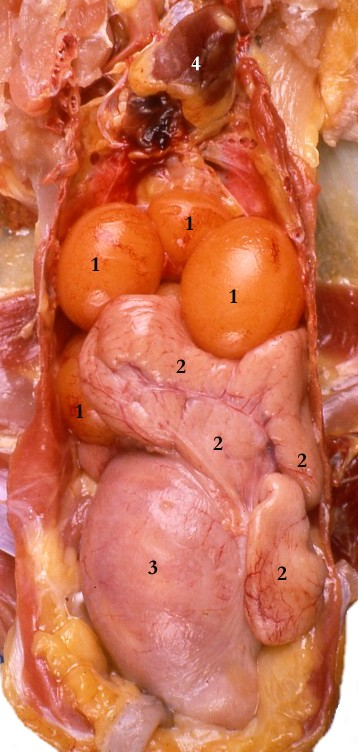
Els òrgans sexuals d'un pollastre in situ (el fetge i els intestins eliminats)
1 rovell de boles, 2 Magnum, 3 úter amb ou, 4 (cor)

L'oviducte en els animals vertebrats és la via de pas des dels ovaris fins a l'exterior del cos. Els ous es desplacen al llarg de l'oviducte. Aquests ous seran fertilitzats per espermatozoides per a convertir-se en un zigot, o bé degeneraran en el cos. Normalment, els oviductes són estructures aparellades, però en les aus, els cocodrils i alguns peixos cartilaginososs, no es desenvolupa un dels oviductes (junt amb l'ovari corresponent), i només apareix un oviducte funcional.
En el cas dels peixos teleostis, l'oviducte no contacta directament amb l'ovari. En el seu lloc, la part més anterior acaba en una estructura en forma d'embut anomenada infundíbul, que recull els ous, ja que són alliberats per l'ovari en la cavitat corporal.
Els únics vertebrats femella que no tenen oviductes són els peixos sense mandíbula. En aquestes espècies, l'ovari fusionat només allibera els ous directament en la cavitst corporal. El peix finalment extrudeix els ous a través de petits porus genitalscap la part del darrere del cos.

## Peixos i amfibis
En els amfibis i peixos pulmonats, l'oviducte és un tub simple i ciliat, ple de glàndules secretores que produeixen el moc viscós que envolta l'òvul. En tots els altres vertebrats, depenent del tipus d'ous que es produeixen, normalment hi ha un cert grau d'especialització de l'oviducte.

## Amniotes
En els amniotes (rèptils, aus i mamífers) l'òvul està envoltat per una capa exterior, o sac amniòtic, cosa que ha comportat in desenvolupament més gran de l'oviducte. En rèptils, aus i monotremes, la part principal de l'oviducte és un túbul muscular, capaç de considerable distensió per al transport dels ous grans produïts per l'animal. Aquesta part de l'oviducte s'alinea amb glàndules que secreten els components de la clara d'ou. La part inferior de l'oviducte o úter, tés una capa més gruixuda de múscul llis i conté les glàndules que secreten la closca d'ou.
En els marsupials i mamífers placentaris, l'úter és revestit per un endometri, i està més desenvolupat que en els amniotes que ponen ous. En molts mamífers placentaris, els úters de cada costat es tornen parcialment o totalment fusionats en un sol òrgan, encara que en els marsupials romanen completament separats. En els mamífers, la part de l'oviducte per sobre de l'úter rep el nom de trompa de Fal·lopi.